# Melithreptus gularis
Papa-mel-de-queixo-preto ou papa-mel-barba-negra (Melithreptus gularis) é uma espécie de ave da família Meliphagidae.
É endémica da Austrália.
Os seus habitats naturais são: florestas temperadas e subtropical or tropical dry forests.